# Pinal County
Pinal County is een county in de Amerikaanse staat Arizona. De hoofdplaats is Florence.
De county heeft een landoppervlakte van 13.907 km² en telt 179.727 inwoners (volkstelling 2000).

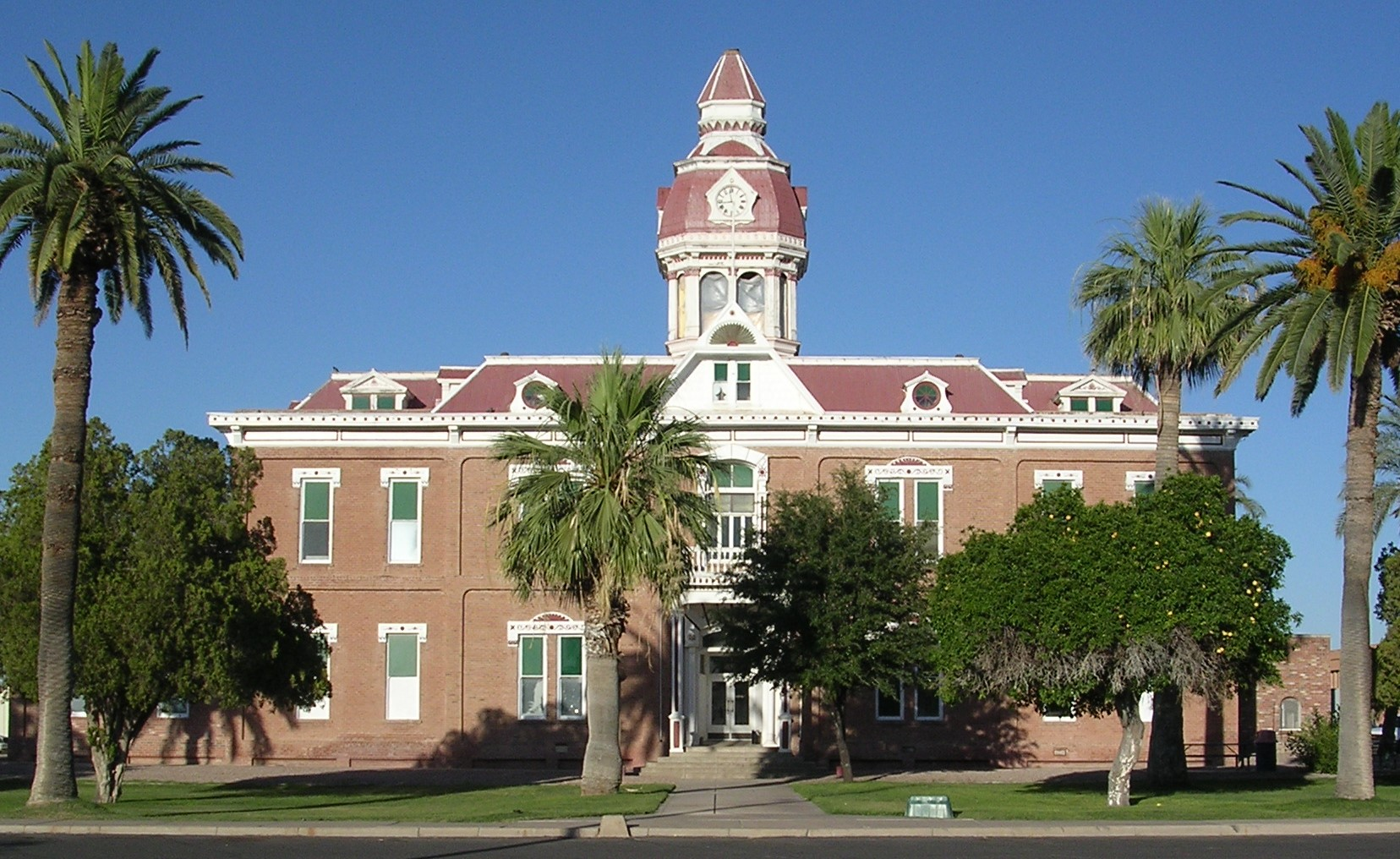
Pinal County Courthouse